# The Tale
The Tale is een Amerikaanse film uit 2018, geschreven en geregisseerd door Jennifer Fox.

## Verhaal
Jennifer is een journaliste en professor die een benijdenswaardig leven samen met haar vriend leidt in New York. Op een dag stuurt haar moeder haar het verhaal dat Jennifer op dertienjarige leeftijd schreef over haar speciale relatie met haar twee coaches. Bij het lezen van de vergeelde pagina’s ontdekt ze een verhaal dat niet strookt met haar eigen herinneringen. Ze is vastberaden om de waarheid te ontdekken en keert terug naar de paardenboerderij in Carolina waar ze haar jeugd doorbracht.

## Rolverdeling
| Acteur            | Personage |
| ----------------- | --------- |
| Laura Dern        | Jennifer  |
| Isabelle Nélisse  | Jenny     |
| Jason Ritter      | Bill      |
| Elizabeth Debicki | Mrs. G    |
| Ellen Burstyn     | Nettie    |
| Common            | Martin    |

## Release
The Tale ging op 20 januari 2018 in première op het Sundance Film Festival in de U.S. Dramatic Competition.